# Rhopalomyia astericaulis
Rhopalomyia astericaulis är en tvåvingeart som beskrevs av Ephraim Porter Felt 1907. Rhopalomyia astericaulis ingår i släktet Rhopalomyia och familjen gallmyggor. Inga underarter finns listade i Catalogue of Life.